# Лановецьке лісництво
Ланівецьке лісництво» — структурний підрозділ Кременецького надлісництва філії «Подільський лісовий офіс» ДП «Ліси України» підприємство з вирощування лісу, декоративного садивного матеріалу.
Контора лісництва розташована в м. Ланівцях.

## Історія та загальні відомості
Ланівецьке лісництво розміщене у південно-східній частині Кременецького надлісництва філії «Подільський лісовий офіс», складається з 67 кварталів розміщених на території Кременецького району (колись Шумського, Збаразького та Ланівецького районів). Площа лісництва 2975,3 га.
У травні 1967 року на посаду лісничого новоствореного лісництва признайено Жилку Івана Лукича, помічником лісничого став Шабулін Леонід Андрійович, бухгалтером - Сліпцова Ніна Демʼянівна, техніком-лісоводом - Обезюк Василь Павлович, майстром лісозаготівель - Скрипа Д.М.
Колективом новоствореного лісництва зроблено чимало для створення нових лісових культур. Лісокультурними працівниками були Огінська любов Дмитрівна, Смик Марія Степанівна, Вишневська Тетяна Макарівна, які виконували роботи в лісорозсадниках і по догляду за лісовими культурами.
За час існування лісництва лісничими були Філіпчук Володимир Григорович, Барва Ігор Григорович, Біндас Андрій Миколайович, Сорока Ярослав Петрович, Левчук Володимир Ярославович, Бабій Артем Володимирович та Романишин Ігор Сергійович, який і сьогодні працює на цій посаді.
Справжнім професіоналом лісівничої справи є колишній помічник лісничого Ланівецького лісництва Обезюк Василь Павлович, який віддав роботі у лісовій галузі 40 років свого життя, а тепер на заслуженому відпочинку
В обході 1 років колись працювала невелика звіроферма, де вирощували до 1500 кролів, 200-300 норок, песців, чорнобурок. Також була пасіка на 80 пнів.

## Об'єкти природно-заповідного фонду
На території лісництва знаходиться ? об'єктів природно-заповідного фонду: